# Game Freak

Game Freak es una empresa  japonesa desarrolladora de videojuegos fundada en abril de 1989 por Satoshi Tajiri, Ken Sugimori y Junichi Masuda.
Desde su fundación, Game Freak ha desarrollado más de veinte títulos para empresas como Hudson, Sony, Sega, NEC y Nintendo, desarrollando para esta última sus productos más exitosos: la serie de juegos Pokémon para Game Boy, Game Boy Color, Game Boy Advance, Nintendo DS, Nintendo 3DS y Nintendo Switch los cuales se han vendido hasta finales de 2016 más de 280 000 000 de unidades, sin contar los años posteriores.

## Inicios
Game Freak era originalmente una revista de videojuegos autopublicada, de género fanzine, creada por Satoshi Tajiri y Ken Sugimori durante los años 80. Tajiri escribía y editaba el texto, mientras que Sugimori la ilustraba. El 26 de abril de 1989, Tajiri y Sugimori fundaron una compañía de desarrollo de videojuegos con el mismo nombre. Uno de los primeros juegos producidos por Game Freak fue Quinty, un juego de acción/rompecabezas, el cual fue lanzado al mercado en Norteamérica con el nombre Mendel Palace. Su producto más popular, Pokémon es publicado y distribuido por la compañía Nintendo en Japón, Norteamérica y Europa.

## Videojuegos desarrollados
| Año  | Título                                          | Distribuidor                                            | Plataforma(s)                                     |
| ---- | ----------------------------------------------- | ------------------------------------------------------- | ------------------------------------------------- |
| 1989 | Mendel Palace                                   | NamcoJP, Hudson SoftNA                                  | Nintendo Entertainment System                     |
| 1991 | Smart Ball                                      | Epic/Sony RecordsJP, Sony ImagesoftNA                   | Super Nintendo Entertainment System               |
| 1991 | Yoshi                                           | Nintendo                                                | NES, Game Boy                                     |
| 1992 | Magical Tarurūto-kun                            | Sega                                                    | Mega Drive                                        |
| 1993 | Mario & Wario                                   | Nintendo                                                | Super Famicom                                     |
| 1994 | Nontan to Issho: KuruKuru Puzzle                | Victor Entertainment                                    | Game Boy, Super Famicom                           |
| 1994 | Pulseman                                        | Sega                                                    | Mega Drive                                        |
| 1996 | Pokémon Rojo y Azul                             | Nintendo                                                | Game Boy                                          |
| 1996 | Bazaar de Gosāru no Game de Gosāru              | NEC Home Electronics                                    | PC Engine CD-ROM²                                 |
| 1997 | Bushi Seiryūden: Futari no Yūsha                | T&E Soft                                                | Super Famicom                                     |
| 1998 | Pokémon Amarillo                                | Nintendo                                                | Game Boy                                          |
| 1999 | Click Medic                                     | Sony Music Entertainment Japan                          | PlayStation                                       |
| 1999 | Pokémon Oro y Plata                             | Nintendo                                                | Game Boy Color                                    |
| 2000 | Pokémon Cristal                                 | Nintendo                                                | Game Boy Color                                    |
| 2002 | Pokémon Rubí y Zafiro                           | Nintendo The Pokémon Company                            | Game Boy Advance                                  |
| 2004 | Pokémon Rojo Fuego y Verde Hoja                 | Nintendo The Pokémon Company                            | Game Boy Advance                                  |
| 2004 | Pokémon Esmeralda                               | Nintendo The Pokémon Company                            | Game Boy Advance                                  |
| 2005 | Drill Dozer                                     | Nintendo                                                | Game Boy Advance                                  |
| 2006 | Pokémon Diamante y Perla                        | Nintendo The Pokémon Company                            | Nintendo DS                                       |
| 2008 | Pokémon Platino                                 | Nintendo The Pokémon Company                            | Nintendo DS                                       |
| 2009 | Pokémon Oro HeartGold y Plata SoulSilver        | Nintendo The Pokémon Company                            | Nintendo DS                                       |
| 2010 | Pokémon Negro y Blanco                          | Nintendo The Pokémon Company                            | Nintendo DS                                       |
| 2012 | Pokémon Negro 2 y Blanco 2                      | Nintendo The Pokémon Company                            | Nintendo DS                                       |
| 2012 | HarmoKnight                                     | Nintendo                                                | Nintendo 3DS                                      |
| 2013 | Pocket Card Jockey                              | Game FreakJP, NintendoWW                                | Nintendo 3DS, iOS, Android                        |
| 2013 | Pokémon X y Pokémon Y                           | Nintendo The Pokémon Company                            | Nintendo 3DS                                      |
| 2014 | Pokémon Rubí Omega y Zafiro Alfa                | Nintendo The Pokémon Company                            | Nintendo 3DS                                      |
| 2015 | Tembo the Badass Elephant                       | Sega                                                    | Xbox One, PlayStation 4, Windows                  |
| 2016 | Pokémon Sol y Luna                              | Nintendo The Pokémon Company                            | Nintendo 3DS                                      |
| 2017 | Giga Wrecker                                    | Rising Star Games                                       | Windows                                           |
| 2017 | Pokémon Ultrasol y Ultraluna                    | Nintendo The Pokémon Company                            | Nintendo 3DS                                      |
| 2018 | Pokémon Quest                                   | Nintendo The Pokémon Company                            | Nintendo Switch, iOS, Android                     |
| 2018 | Pokémon Let's Go, Pikachu! and Let's Go, Eevee! | Nintendo The Pokémon Company                            | Nintendo Switch                                   |
| 2019 | Giga Wrecker Alt.                               | Rising Star Games                                       | PlayStation 4, Xbox One, Nintendo Switch          |
| 2019 | Little Town Hero                                | Digital: Game Freak Retail: NIS AmericaWW, Rainy FrogJP | Nintendo Switch, PlayStation 4, Windows, Xbox One |
| 2019 | Pokémon Espada y Escudo                         | Nintendo The Pokémon Company                            | Nintendo Switch                                   |
| 2022 | Leyendas Pokémon: Arceus                        | Nintendo The Pokémon Company                            | Nintendo Switch                                   |
| 2022 | Pokémon Escarlata y Púrpura                     | Nintendo The Pokémon Company                            | Nintendo Switch                                   |
| 2023 | Pocket Card Jockey: Ride On!                    | Game Freak                                              | iOS, macOS, Nintendo Switch                       |
| 2024 | PANDOLAND                                       | WonderPlanet                                            | Android, iOS                                      |
| 2025 | Leyendas Pokémon: Z-A                           | Nintendo The Pokémon Company                            | Nintendo Switch                                   |
|      | Project Bloom                                   | Private Division                                        |                                                   |